# Pain (Naruto)
 For alternative betydninger, se Pain. (Se også artikler, som begynder med Pain)
Pain (ペイン, Pain) er en figur fra Manga- og Anime-serien Naruto. Han er lederen af Akatsuki og partner med Konan. Som barn var han kendt som Nagato (長門), et barn fra Amegakure og var trænet af Jiraiya. Under Jiraiya’s formynderskab udviklede han Rinnegan (輪廻眼, lit. "Saṃsāra øje"), en unik teknik karakteriseret ved et række koncentriske cirkler omkring pupillen, der lader indehaveren udføre alle ninja teknikker. Efter hans træning med Jiraiya ville han bringe fred til verden og lære folk om smerten fra krigen og tog sig derfor navnet "Pain", der betyder smerte. Til sidste erobrede han Amegakure og fik titlen "gud" for indbyggerne. Da Pain først introduceres er han omrids kun vist. I 2. del vises dele af hans ansigt, hvilket kulminerer i, at han faktisk er 6 personer, der tilsammen kaldes for "de seks veje af smerte" (ペイン六道, Pain Rikudō). De sekskroppe er hvert navngivet efter én af de buddhistiske reinkarnationer, de har alle Rinnegang øjne, orange hår og en stort antal piercinger.
Opdagelsen af Pain's evne er en stor del af del 2 (Naruto Shippuden). Da Jiraiya kæmper mod Pain finder han ud af, at de seks kroppe bruger deres Rinnegan syn til at dele informationer og koordinere både angreb og forsvar. Hver af dem har også sine egne unikke evne; dyrekroppen kan hidkalde et stort arsenal af dyr, preta-kroppen kan absorbere alle angreb som en slags forsvar, deva-kroppen kan fastgøre og afvise ting og Naraka-kroppen genskabe de andre kroppe. Da Jiraiya opdager, at alle seks kroppe tilhører den ninja han engang kendte (altså Nagato) sender han sin viden om Pain og én af Pain's kroppe til Konoha, som han fik dræbt. Dog dør Jiraiya kort efter. Den information Konoha får siger, at Pain's kroppes piercinger er chakra fra Nagato, som han bruger til at kontrollere sine kroppe fra stor afstand, som var det hans egne. Ud fra dette standpunkt har Masashi Kishimoto udtalt, at piercingerne får Pain til at se mere farlig ud, hvilket også kan forstås som den smerte piercinger giver når man får sådan en. Hvis en af kroppene bliver tabt bruger Pain hans unikke evne til at finde en erstatning. Ligeledes, hvis han skal overføre en stor mængde chakra til én krop ryger forbindelsen til de andre. Nagato's rigtige krop er skrøbelig, mager og tvunget til at bevæge sig i en stol. Pga. dette frygter Konan, at Nagato vil give for meget chakra og han til sidst vil dø af det.